# لغت‌نامه دهخدا
لغت‌نامهٔ دهخدا یا واژه‌نامهٔ دهخدا کتابی جامع شامل شرح و معنی واژگان زبان فارسی است. این واژه‌نامه بزرگ‌ترین و مهم‌ترین اثر  دهخدا است، که بیش از ۴۰ سال از عمر او صرف آن شد. لغت‌نامهٔ دهخدا معنی، تفسیر، و شرح تاریخیِ شمار قابل توجهی از وام‌واژه‌های عربی را که وارد فارسی شده‌اند نیز دارد.
لغت‌نامهٔ دهخدا شامل بخش بزرگی از واژگان ادبی زبان فارسی، با معنای آن‌ها و نیز کاربردشان در شعرها است. همچنین تمام کلمه‌های اصیل فارسی در آن موجود است. با وجود این، این لغت‌نامه فاقد بخش اعظم واژگان علمی و فنی فارسی است که بیشتر در دهه‌های پس از تألیف لغت‌نامه به حوزهٔ زبان فارسی وارد شدند. نسخهٔ چاپی کنونی لغت‌نامه ۶۷٬۲۶۵ صفحهٔ سه‌ستونیِ قطع رحلی با حروف ریز دارد. در چاپ دوم از دورهٔ جدید که به صورت ۱۵ جلد لغت‌نامه و یک جلد مقدمه به صورت رحلی چاپ شده، ۲۳٬۹۱۱ صفحه است.

## درونمایه

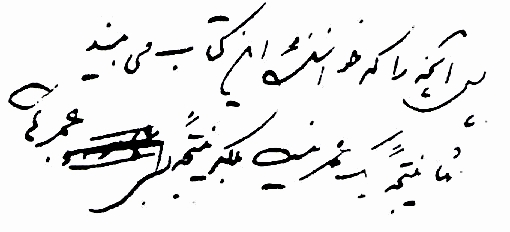
دست‌خط دهخدا: پس آنچه را خوانندهٔ این کتاب می‌بیند تنها نتیجهٔ یک عمر نیست بلکه نتیجهٔ بسی عمرهاست.

حدود نیمی از کتاب را واژگان با معنی و شاهد و نیم دیگر آن اعلام تاریخی و جغرافیایی است. این اثر حاوی کلیهٔ واژگان فرهنگ‌های خطی و چاپی فارسی است و در نقل آن‌ها بسیاری از غلط‌های گذشتگان تصحیح شده است و بسیاری از واژگان ترکی، مغولی، هندی، عربی، فرانسوی، انگلیسی، آلمانی، روسی و دیگر زبان‌های متداول در زبان فارسی نیز در این فرهنگ آمده است. برای صحیح خوانده‌شدن واژگان در جلوی هر واژه حروف حرکت‌دار به کار رفته است. افزون‌بر این مزایا، یک دورهٔ مفصل دستور زبان فارسی نیز در لغت‌نامه آمده است.
همه‌گونه واژگان فارسی و محلی، نام شهرها و روستاها و کلمات علمی و شاخص، حتی واژگان عربی را می‌توان در لغت‌نامهٔ دهخدا یافت. در جلوی هر واژه، معنای لغوی آن، موارد کاربرد، طرز تلفظ صحیح، اشعاری در رابطه با آن و بسیاری اطلاعات دیگر دربارهٔ لغت قرار دارد. لغت‌نامهٔ دهخدا هم دانشنامه‌ست و هم کتاب مرجع علوم گوناگون و هم لغت‌نامه. واژهٔ «لغت‌نامه» را نخستین‌بار اسدی طوسی در لغت فُرس به کار برده است و علامه دهخدا برای پاسداشت او این نام را بر روی فرهنگ خود نهاده است.
لغت‌نامه‌ای که دهخدا ۴۰ سال، یعنی بیشتر عمر خود را صرف آن کرد، از پایهٔ سه-چهار میلیون فیشی بنیان یافته است که دهخدا شب و روز به جمع‌آوری آن‌ها مشغول بوده است. به گفتهٔ خود او و نزدیکانش، وی هیچ روزی از کار فیش‌برداری برای لغت‌نامه غافل نشد مگر دو روز به خاطر فوت مادرش و دو روز به خاطر بیماری سختی که داشت. فکر ایجاد لغت‌نامه‌ای جامع که هم معنای تمام لغات فارسی را داشته باشد و هم اطلاعات لازم دربارهٔ همه‌چیز را به خواننده بدهد، از همان زمان که دهخدا در یکی از قرای چهارمحال و بختیاری منزوی بود، به ذهنش خطور کرده بود. آن‌طور که آگاهان نوشته‌اند، وی چند میلیون فیش از روی متون معتبر استادان نظم و نثر فارسی و عربی، لغت‌نامه‌های چاپی و خطی، کتب تاریخ و جغرافیا، طب، ریاضی، هندسه، هیئت، حکمت، کلام، فقه و … فراهم آورده بود. البته نقل می‌کنند که او بیشتر یادداشت‌ها را از ذهن خود می‌نوشته است. خود وی در یکی از یادداشت‌های پراکنده‌اش برای لغت‌نامه می‌نویسد: «همهٔ لغات فارسی‌زبانان تاکنون احیا و در جایی جمع‌آوری نشده و چه بسا واژگان زیادی‌ست که در کتب دیگر، خصوصاً در اشعار آمده است که ما آن‌ها را در اینجا نقل کرده‌ایم؛ ولی از سوی دیگر هزاران واژهٔ فارسی و غیرفارسی در تداول به کار می‌رود که تاکنون کسی آن‌ها را گرد نیاورده یا اگر گرد آورده به چاپ نرسانیده است. ما بسیاری از این واژگان را به تدریج از حافظه، نقل و سپس آن‌ها را الفبایی کرده‌ایم؛ ولی باید دانست که برای به خاطر آوردن چندین هزار واژه و الفبایی کردن آن عمر هفت کرکس می‌باید … و این کار به هیچ فصل و قطعی، بیرون از بیماری صعب چند روزه و دو روز رحلت مادرم -رحمه‌الله علیها- تعطیل نشد و بجز اتلاف دقایقی چند برای ضروریات حیات در روز، می‌توانم گفت که بسیار شب‌ها نیز، در خواب و میان نوم و یقظه در این کار بودم. چه بارها که در شب از بستر برمی‌خاستم و پلیته می‌کردم و چیز می‌نوشتم.»

## انتشارات و مؤسسهٔ دهخدا
چاپ لغت‌نامه نخست در سال ۱۳۱۹ خورشیدی در چاپخانهٔ بانک ملی آغاز و یک جلد آن در ۴۸۶ صفحه به چاپ رسید و مدتی متوقف شد، دهخدا در سال ۱۳۲۴ هجری خورشیدی میلیون‌ها فیشی را که در تهیهٔ لغت‌نامه فراهم کرده بود، توسط مجلس شورای ملی به ملت ایران هدیه کرد.  سپس مجلس شورای ملی در ۲۵ دی‌ماه ۱۳۲۴ با تصویب مادهٔ واحده‌ای چاپ فرهنگ دهخدا را برعهده گرفت. ۲۵ هزار تومان هزینهٔ چاپ این فرهنگ از محل صرفه‌جویی بودجهٔ سال ۱۳۲۴ مجلس تأمین شد.
مؤسسهٔ دهخدا ابتدا در خانهٔ دهخدا مستقر بود و بعداً با درگذشت او در سال ۱۳۳۴ به مجلس منتقل شد. از آن پس، هماهنگی و مدیریت لغت‌نامه به وصیت خود دهخدا بر عهدهٔ محمد معین گذارده شد. پس از درگذشت معین، کار را سید جعفر شهیدی و محمد دبیرسیاقی و دیگران دنبال کردند.
اولین و دومین مجلدات یا جزوات لغت‌نامه (آ– ابوسعد / ابوسعد – اثبات) در ۱۰۰۰ صفحه در سال ۱۳۲۵ به چاپ رسید. دهخدا تا زمان حیاتش (۱۳۳۴) توانست بر تألیف و چاپ ۲۲ مجلد از ۲۲۲ مجلد لغت‌نامه، و ۴۲۶۹ صفحه از ۲۶۴۷۵ صفحه نظارت کند. از این پس بنابر وصیت آن مرحوم، سه نفر از نزدیک‌ترین یارانش دکتر محمد معین، دکتر سیدمحمد دبیرسیاقی و دکتر سیدجعفر شهیدی سرپرستی ادامهٔ کار را به عهده گرفتند. در سال‌های بعد به‌طور میانگین سالی ۸۰۰ صفحه از این لغت‌نامه به چاپ رسید. در یکی دو سال دورهٔ انقلاب ۱۳۵۷، در کار انتشار وقفه‌ای افتاد ولی سرانجام در سال ۱۳۵۸ – ۱۳۵۹ کار چاپ آن به پایان رسید.
با مصوبهٔ سال ۱۳۳۶ مجلس، مؤسسهٔ دهخدا به دانشگاه تهران منتقل شد و دانشکدهٔ ادبیات این دانشگاه مسئول چاپ لغت‌نامه شد. تا سال ۱۳۵۹، چاپخانهٔ دانشگاه تهران لغت‌نامه را به‌طور کامل چاپ کرد. نام «سازمان لغت‌نامهٔ دهخدا» بعدها به «مؤسسهٔ لغت‌نامهٔ دهخدا» تغییر کرد.
اکنون مؤسسهٔ لغت‌نامهٔ دهخدا در شمیران جنب باغ فردوس مستقر است. این مؤسسه لغت‌نامهٔ دهخدا را در ۲۲۲ جزوه (حدود بیست‌وهفت هزار صفحه) چاپ کرده است. وبگاه‌های اینترنتیِ لغت‌نامه ارتباطی با مؤسسهٔ لغت‌نامهٔ دهخدا ندارند.

## حق نشر
در سال ۱۳۸۵، با تلاش دست‌اندرکاران مؤسسهٔ لغت‌نامهٔ دهخدا، دولت وقت قصد داشت مادهٔ واحده‌ای به تصویب مجلس شورای اسلامی برساند که از قرارگرفتن لغت‌نامه در مالکیت عمومی جلوگیری می‌کرد اما مطابق با قانون حمایت از حقوق مؤلفان و مصنفان مصوب ۱۳۴۸، آثار پس از گذشت ۳۰ سال از درگذشت پدیدآورنده‌شان، تحت شرایطی به مالکیت عمومی در می‌آیند. سرانجام مجلس این ماده را تصویب نکرد.

## نویسندگان لغت‌نامه دهخدا
علاوه بر علی‌اکبر دهخدا و همکاران اولیه او، گروهی از پژوهندگان زبان و ادب فارسی بیش از شصت سال در هیئت مؤلفان لغت‌نامه دهخدا عضویت داشته‌اند و به تهیه مواد و تنظیم آن‌ها و نیز تدوین و تألیف مواد گرد آمده برای لغت‌نامه مشغول بودند.
فهرست این مؤلفان به ترتیب حروف الفبا به قرار زیر است:
1. مرتضی آیت‌الله‌زاده شیرازی (بخشی از حروف «ب»، «د»، «ش»، «گ»، «م»)
2. حسن احمدی گیوی (بخشی از حروف «د»، «ر»، «ش»، «ف»، «م»، «ی»)
3. محمد استعلامی (بخشی از حروف «د»، «ف»، «ک»، «ه»)
4. احمد افشار شیرازی (بخش اول حرف «ح» و بخشی از حرف «الف»)
5. عبدالله انوار (حرف «خ» و بخشی از حرف «ک»)
6. حسن انوری (بخشی از حروف «الف»، «ب»، «ر»، «ک»، «م» و «ی»)
7. محمدابراهیم باستانی پاریزی (بخشی از حرف «ب»)
8. احمد بهمنیار (استخراج لغات و مشارکت در تدوین مجلد اول لغت‌نامه)
9. محمد پروین گنابادی (حرف «ذال» و بخشی از حرف «ط» و «ی»)
10. یدالله ثمره (بخشی از حرف «ه»)
11. محمد جعفریان (بخش اول حرف «ر»)
12. عزیزالله جوینی (بخشی از حرف «م»)
13. عبدالحسین حائری (بخش نخست حرف «ز»)
14. عباس حکیم (بخشی از حرف «ه» و بخشی از حرف «چ»)
15. محمد دبیرسیاقی (حروف «ض»، «ظ»، «ل» و بخشی از حروف «ژ»، «ب»، «د» و «ط»)
16. جواد درهمی (بخشی از حرف «م»)
17. جلیل دوستخواه (بخشی از حرف «ج»)
18. عباس دیوشلی (حرف «ت» و بخشی از حرف «ز»)
19. محمد اسماعیل رفیعیان (بخش اول حرف «ک» و بخشی از حرف «ر»)
20. حسن رهاورد (بخشی از حرف «ب»)
21. محمدامین ریاحی (بخش اول حرف «س»)
22. غلامرضا ستوده (بخشی از حرف «م»)
23. سیدجعفر سجادی (بخشی از حرف «ع»)
24. علی‌اکبر سعیدی سیرجانی (حرف «ن» و بخشی از «م»)
25. احمد سمیعی (بخش اول حرف «ش»)
26. رسول شایسته (بخشی از حرف‌های «ر»، «ک»، و «م»)
27. جعفر شعار (بخشی از حرف‌های «الف»، «ر» و «غ»)
28. ابوالحسن شعرائی (بخشی از حرف «الف»)
29. هدایت‌الله شهاب فردوسی (بخش اول از حرف «غ»)
30. سید جعفر شهیدی (حرف «ص»)
31. علی‌اشرف صادقی (بخشی از حرف «گ»)
32. غلامحسین صدیقی (بخشی از حرف «ث» و بخشی از حرف «ب»)
33. ذبیح‌الله صفا (بخشی از حرف «ب»)
34. عبدالعلی طاعتی (بخش اول حرف «ک»)
35. علی غروی (بخشی از حرف «ک» و بخشی از حرف «م»)
36. خسرو فرشیدورد (بخش اول حرف «و»)
37. علیرضا فیض (بخشی از حرف‌های «الف»، «ب»، «ج»، «ح»، «ق»، «و» و «ه»)
38. رضا قاسمی (بخشی از حرف «ب»، «س»، «گ» و «م»)
39. یزدان‌بخش قهرمان (بخشی از حرف «چ»)
40. ژیلبر لازار (بخش آغازی حرف «چ»)
41. محمدتقی مدرس رضوی (همکاری با دهخدا در تنظیم مطالب و استخراج لغات)
42. منوچهر مرتضوی (تهیه مطالب و استخراج لغات)
43. محمدجواد مشکور (بخشی از حرف «ژ»)
44. محمد معین (بخشی از حروف «ث» و «الف»)
45. علینقی منزوی (بخشی از حرف «ح»)
46. سیدعلی موسوی بهبهانی (بخشی از حروف «الف»، «ب» و «ج»)
47. سعید نجفی اسداللهی (بخشی از حروف «ب»، «د»، «ع» و «م»)
48. جلال‌الدین همایی (تهیه مطالب و همکاری در تنظیم و تألیف بخشی از حرف «الف»)

## چاپ‌های لغت‌نامه
چاپ‌های اولیهٔ این لغت‌نامه در دههٔ ۱۳۳۰ زیر نظر انتشارات دانشگاه تهران در ۲۲۲ جزوه توسط مجلس شورای ملی و دانشگاه تهران در ۵۳ جلد منتشر شد. بعد از به پایان رسیدن تألیف لغت نامه، این اثر در سال ۱۳۵۹ به شیوه چاپ سربی منتشر شد. در سال ۱۳۷۲ این لغت‌نامه به شیوه‌ای نوین توسط انتشارات دانشگاه تهران، ابتدا در قالب چهارده جلد و سپس در سال ۱۳۷۷ در پانزده جلد همراه مقدمه با حروف‌چینی کامپیوتری به تعداد ۲۲۰۰۰ دوره  منتشر شد و به‌مرور طی هر سال تعدادی از دوره‌ها به بازار عرضه شد؛ و سپس در ۱۶ جلد رقعی، نیز به چاپ رسید.
این لغت‌نامه که از سال ۱۳۷۹ لوح فشرده آن نیز به صورت ناقص منتشر شده بود، در مرداد ۱۳۹۹ لغت‌نامه در وبگاه مؤسسه لغت نامه دهخدا بارگذاری و به‌صورت آنلاین در دسترس عموم قرار گرفت و شورای تألیف مؤسسه دهخدا بر آن نظارت دارد.

## اشکالات و ایرادات لغت‌نامه دهخدا
لغت‌نامه مفصل‌ترین کتاب واژه در زبان فارسی است و علاوه بر آن اعلام نیز با شرح و تفصیل در این کتاب آمده. دهخدا برای تألیف این کتاب نزدیک چهل سال وقت صرف کرده و نزدیک صد نفر با وی همکاری داشته‌اند. این لغت‌نامه، مهم‌ترین و اساسی‌ترین اثر دهخدا است و بیشتر شهرت دهخدا به خاطر همین اثر اوست.
اما این لغت‌نامه همچون لغت‌نامه‌های دیگر زبان‌های دنیا نیازمند به روز رسانی‌های ساختاری و مستمر است؛ چرا که هر دو سال‌یک بار فرهنگ نامه‌های مهم دنیا بازنویسی می‌شوند. نحوهٔ انجام این امر در مورد لغت‌نامه دهخدا از سوی کارشناسان و پژوهشگران زبان فارسی مورد بحث و نقد بسیار بوده. از جمله بارها از زبان مسئولان فرهنگستان زبان و ادب فارسی گله‌مندی‌هایی ابراز شده که مؤسسهٔ دهخدا را مورد خطاب خود قرار داده. به عنوان مثال:
«معتبرترین و مهم‌ترین فرهنگی که تاکنون نوشته شده لغت‌نامه دهخداست. از زمانی که دهخدا و بعد از او علاقه‌مندان و شاگردان و دوستدارانش این کار عظیم را به پایان رساندند تاکنون چه تغییراتی در این فرهنگ داده شده؟ در واقع هیچ. همان لغت‌نامه دهخدا را اکنون هم تجدید چاپ می‌کنند، بدون کمترین تغییری. به‌جز یک ویرایش سطحی، به‌لحاظ محتوایی تغییرات چندانی با آن چیزی که به قلم دهخدا انجام شده به‌وجود نیامده… در حال حاضر لغت‌نامه دهخدا لغت‌نامه کاملی برای زبان فارسی محسوب نمی‌شود و این امر علل مختلفی دارد. مهم‌ترین مسئله این است که اکنون شیوه‌های نوین فرهنگی‌نویسی مطرح شده‌اند و اصلاً شیوهٔ فرهنگ‌نویسی عوض شده. امروزه فرهنگ‌نویسی شاخه‌ای از زبان‌شناسی است و فرهنگ‌های معتبر برمبنای دانش زبان‌شناسی، خصوصاً معنی‌شناسی، تألیف می‌شوند. یکی از اشکالات عمده‌ای که در کار لغت‌نامهٔ دهخداست این است که شیوهٔ واحدی در انتخاب مدخل‌ها، تعریف‌نگاری‌ها و شواهد وجود ندارد… ضعف شیوه‌نامه دارد، و اینکه بعد از دهخدا بسیاری از متون فارسی چاپ شده‌اند، خصوصاً رمان‌ها، خاطرات، داستان‌های کوتاه، و اصلاً زبان امروز ایران در مقایسه با زمانی که دهخدا فرهنگش را نوشت تغییر کرده است. بسیاری از واژه‌ها بعد از دهخدا در روزنامه‌ها، مجله‌ها، رمان‌ها و داستان‌ها رواج‌یافته که این واحدهای واژگانی در لغت‌نامه دهخدا وجود ندارد. خوب پس نیاز هست که‌یک فرهنگ جدیدی تألیف بشود و به‌خاطر اشکالات ساختاری‌ای که در لغت‌نامه دهخدا وجود دارد این لغت‌نامه نمی‌تواند مبنای «فرهنگ جامع زبان فارسی» قرار بگیرد؛ پس فرهنگستان به‌ناچار باید اساس استواری را برای فرهنگ جامع زبان فارسی بریزد و این اساس استوار در آینده روزآمد هم بشود.»
«مؤسسه لغت‌نامه دهخدا با شیوه‌های امروز فرهنگ‌نگاری به کل بیگانه است… لغت‌نامه دهخدا فاقد تیم زبان‌شناس است.»
لازم است ذکر شود که نسخهٔ آنلاین این لغت‌نامه نیز چند سال پیش اصطلاحاً فیلتر شد و دسترسی مستقیم تعداد بیشمار کاربرانش به این سایت را با مشکل مواجه کرد. بعد از مدتی وبسایت آن به کل بسته شد و در موتورهای جستجوگر واژه یاب‌های دیگر ادغام شد.